# 约翰·斯坦霍普
乔纳森·唐纳德·斯坦霍普，AO（1951年4月29日—），澳大利亚前政治家，2001年至2011年任澳大利亚首都领地工党首席部长，其于1998年至2011年在首都领地立法议会中代表金宁德拉的选民。他在议会获得了多数席位和选票。2012年至2014年，其为澳属印度洋领地（管理圣诞岛和科科斯群岛）的总行政长官。

## 早年
斯坦霍普出生于属于新南威尔士州的冈徳盖，有八个兄弟姐妹，其父母是英国移民。5岁时因为膝盖受伤而罹患骨髓炎，导致一条腿比另一条腿长2.5英寸。这导致了他走路时一瘸一拐，直到16岁才通过手术让他摆脱骨髓炎这个顽疾。初中于新南威尔士州的乡村学校接受教育。高中就读于穆伦比穆比公共学校，后转入贝加高中学习。大学考入位于澳大利亚首都特区的澳大利亚国立大学，并且获得法学学士学位。
在1979年至1987年，斯坦霍普曾经任职过的社区职务有：
- 首都领地公民自由委员会主席
- 首都领地人种尊重运动联席召集人
- 澳大利亚首都领地临终关怀与维持治疗协会主席
- 澳大利亚首都领地全国枪支管制联盟召集人

1987年至1998年，历任众议院法律和宪法事务常务委员会秘书、诺福克岛副行政长官兼官方秘书、联邦总检察长高级顾问兼幕僚长、联邦反对党领袖建议人。

## 政治生涯
斯坦霍普在1998年澳大利亚首都领地选举中代表金宁德拉选民当选为首都领地立法议会成员。并立马被选为反对党领袖。
在2001年的大选中其击败了由加里·汉弗里斯所领导的自由党，获得了首席部长的职位。他在导致前首席部长凯特·卡内尔辞职的布鲁斯体育场事件中是中坚骨干。
在2003年的堪培拉森林火灾当中，因为500多所房屋和多人死亡，其首席部长的职位几近丢失，虽然最后的调查报告指出是官僚机构的失误导致了这场灾难，但是其本人也接受了很多批评。
2004年的大选结果导致其继续连任，并组建了以工党为多数的政府，这是首都领地第一个此类政府。
在2004年和2005年，在其治下分别通过了人权法和联邦反恐法案的草案。2006—07年因预算问题而遭到批评（甚至被贴上‘经济破坏者’的标签）。
预算问题出现后不久，允许正式承认同性关系的首都领地民事法案被推翻，尽管首都领地政府及其联邦参议员表示反对。陆克文政府表示，工党的政策不是取消各州的立法工作，也不会阻止首都领地政府在这个问题上的尝试。尽管如此，陆克文政府后来威胁推翻首都领地中针对同性婚姻立法的任何法律。因此，斯坦霍普政府在其提案中删除了有关同性婚姻的规定，并最终允许不包括法定形式的民事伴侣关系。斯坦霍普政府报告称，新建立的民事伴侣关系的数量“超出了预期”。
2006年，其为任职时间最长的首席部长，超过了凯特·卡内尔的记录。
2007年11月26日，北领地的克莱尔·马丁辞职，其成为澳大利亚任职时间最长的州或领地领导人。2007年12月3日，陆克文取代约翰·霍华德就任澳大利亚总理，斯坦霍普成为该国任职时间最长的现任政府首脑。
在2008年首都地区大选中，斯坦霍普带领工党赢得足够席位组建少数派政府，并再次出席议会。经过近两周的审议，绿党选择支持少数派工党政府。
2001年至2006年，其被选为联邦总检察长，在任内通过了多部法律，包括民事法、住宅销售法、民法财产法等。
2011年5月9日其正式提出辞去首席部长和金宁德拉议员的职务，并于5月12日得到批准。这造成了议会临时空缺。

## 后续
2011年8月开始接受堪培拉大学、澳大利亚和新西兰政府学院两所大学的教授奖学金。
2012年8月17日，斯坦霍普被总督昆汀·布莱斯任命为印度洋领地（圣诞岛和科科斯群岛）的行政长官。于2014年10月结束任期，由巴里·哈斯接替。